# Baseball Québec
Baseball Québec est l'organisme directeur du baseball au Québec. Il a été créé en 1969.
Aussi appelé Fédération du baseball amateur du Québec, Baseball Québec est l'une des dix associations faisant partie de Baseball Canada, créé en 1964 et reconnu par le ministère du Patrimoine canadien.
La mission de Baseball Québec est de : «créer les conditions idéales pour la pratique du baseball et l'acquisition de sains habitudes de vie par le moyen de programmes qui encouragent la participation active, le plaisir de jouer et aussi le développement de l'excellence.»

## Régions
Baseball Québec a séparé la province en 15 régions. Chaque région possède ses propres associations qui regroupent toutes les associations de leur territoire. Ces quinze associations sont Abitibi-Témiscamingue, Bas St-Laurent, Côte-Nord, Estrie, Lac St-Louis, Lanaudière, Laurentides, Laval, Mauricie, Montréal, Outaouais, Québec, Richelieu-Yamaska, Rive-Sud et Saguenay Lac St-Jean.

## Programmes
Baseball Québec propose de nombreux programmes qui permettent le développement du sport dont le Défi Triple jeu, Baseball en action, le Rallye Cap, les écoles de baseball, le programme Grand Chelem et le programme de baseball adapté.
La fédération possède également des programmes d'excellence pour ses joueurs. Le Midget AAA, l'Académie de Baseball Canada (anciennement les Ailes du Québec) ainsi que les nombreux Sports-Études en font partie.
La fédération encourage beaucoup le baseball auprès des filles avec son programme baseball féminin.

## Membres
L'organisation compte 2500 équipes en 2023.
En 2023, NDG Minor Baseball rejoint l'organisation.